# Цивілізація. Як Захід став успішним
Цивілізація. Як Захід став успішним (англ. Civilization: The West and the Rest) — книга видатного історика, журналіста, професора Гарвардського університету та Гарвардської бізнес-школи Ніла Ферґюсона, автора бестселера New York Times Площі та вежі. Соціальні зв'язки від масонів до фейсбуку Ніла Ферґюсона. Перша публікація датується 2011 роком. В 2017 перекладена українською мовою видавництвом «Наш формат»..

## Огляд книги
«Книжка написана в такій манері, щоб 17-річна молодь легко засвоїла викладену в ній історію», — Ніл Ферґюсон для Observer.
Переслідуючи дві взаємопов'язані цілі:
- передати своє бачення історії, в якій домінантом протягом 500 років виступають «західні» цивілізації, та
- внести корективи до викладання історії в британських школах, Ніл Ферґюсон порушує питання тріумфу країн Західної Європи та Північної Америки над Азією, Африкою та Південною Америкою в період між ХVI та ХХ ст. і викладає це в найбільш доступній формі.

Підхід автора має неабияке значення для розуміння культурної ідентичності націй, здатності захистити себе від зовнішніх загроз. В іншому разі цивілізація зникне.
Розвиток Західної цивілізації до рівня світового домінанта залишається єдиним найбільш важливим історичним феноменом за останні п‘ять століть. Як Заходу вдалось обійти своїх конкурентів на Сході? І чи період розквіту Заходу вже остаточно позаду?
Починаючи з ХV ст., Заходу вдалось розробити шість нових впливових концепцій «killer applications», яких не вистачало іншим і дозволило залишити конкурентів далеко позаду:
- конкуренція — між та всередині європейських країн;
- наука, починаючи з наукової революції ХVI — XVII ст.;
- верховенство права та представницький уряд, що базується на праві приватної власності та представництві в органах влади;
- сучасна медицина;
- суспільство споживання, що стало результатом індустріальної революції;
- професійна етика[2].

Тепер Ферґюсон показує як інші застосовують концепції, що колись монополізував Захід, який на даний момент буквально втрачає довіру.
Подаючи в хронологічному порядку історію розквіту та занепаду імперій наряду із зіткненням та злиттям цивілізацій книжка презентує історію в новому світлі. Повна сміливих заяв та фактів, книга стала однією з кращих робіт автора.

## Переклад українською
- Ферґюсон, Ніл. Цивілізація. Як Захід став успішним / пер. Вячеслав Циба. К.: Наш Формат, 2017. — 488 с. ISBN 978-617-7279-78-4